# Ulica Ludwika Narbutta w Warszawie

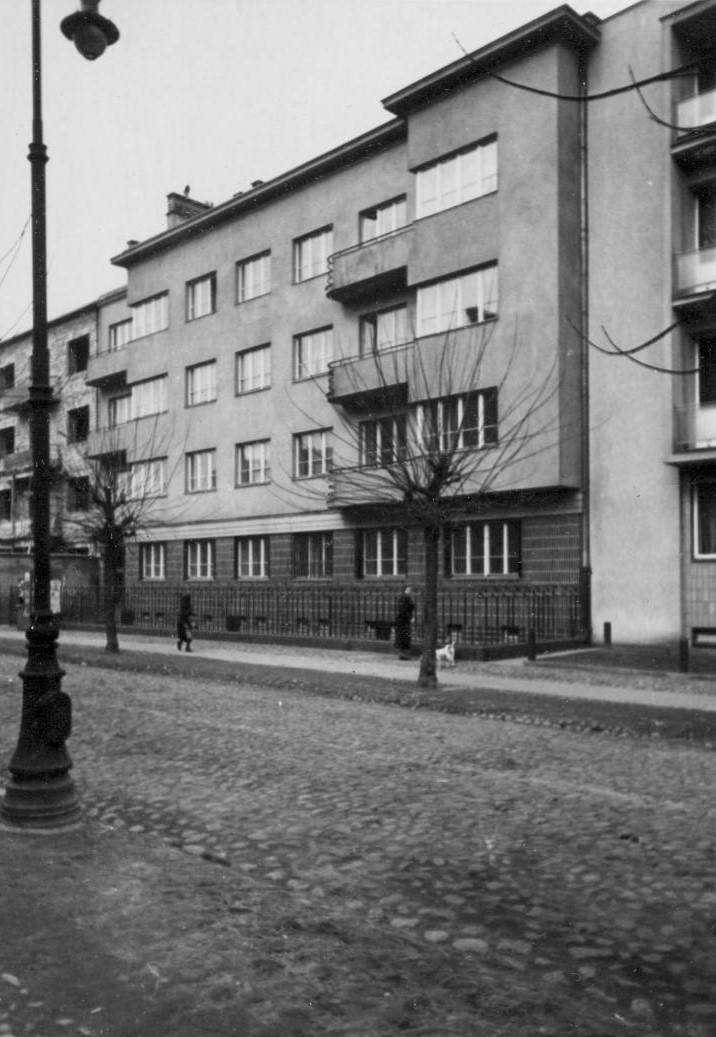
Fragment brukowanej jeszcze ulicy na wysokości domu nr 8 w marcu 1938 roku

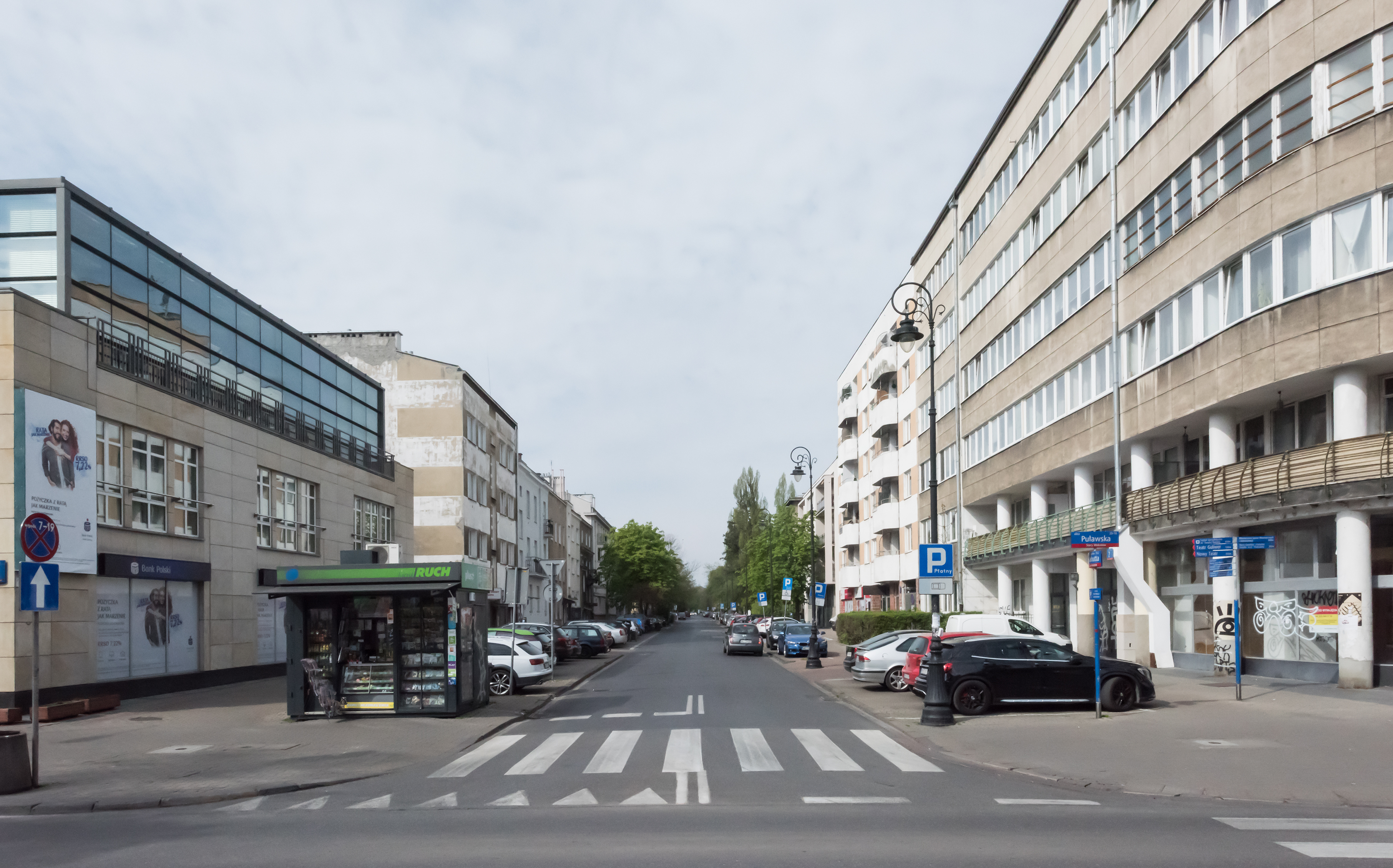
Ulica Ludwika Narbutta przy ulicy Puławskiej, widok w kierunku zachodnim (2020)

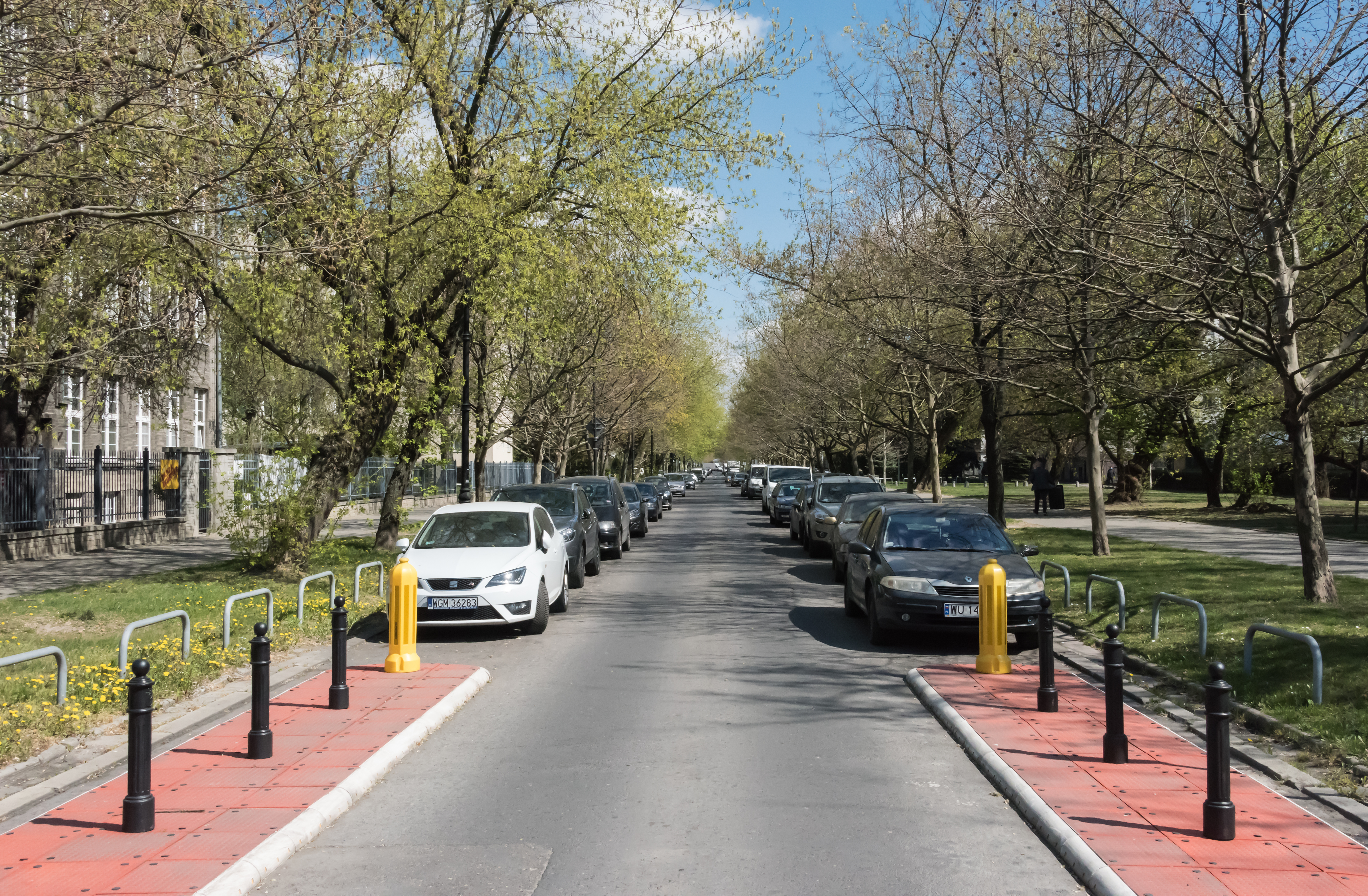
Ulica przy ulicy św. Andrzeja Boboli, widok w kierunku wschodnim (2020)

Ulica Ludwika Narbutta – ulica w dzielnicy Mokotów w Warszawie.

## Opis
Ulica powstała w miejscu drogi narolnej wsi Mokotów. W okresie Królestwa Kongresowego prowadziła od traktu Puławskiego do cegielni, przy której znajdowały się glinianki. 
W 1897 roku duży teren między obecnymi ulicami: Rakowiecką, Puławską, św. Andrzeja Boboli, Ligocką i Melsztyńską stał się własnością Georga (Jerzego) von Narbuta. Na zlecenie właściciela w latach 1897−1898 został on rozparcelowany. Główną arterią projektowanego przez Narbuta miasteczka Mokotów stała się ulica Narbuta (nazywana także Narbutowską), odpowiadająca na całej długości obecnej ulicy. Na jej osi zaprojektowano prostokątny rynek Mokotowa. Jego dłuższe pierzeje (północną i południową) nazwano ulicą Gołaszewską, natomiast krótsze (wschodnia i zachodnia) były przypisane do ulicy Narbuta.
W 1916 roku ulica wraz z całą gminą Mokotów została włączona do Warszawy. W tym samym roku nadano jej nową nazwę, upamiętniającą polskiego ziemianina i powstańca styczniowego Ludwika Narbutta. Zmiana nazwy weszła jednak w życie w 1928 roku, gdyż do tego roku wszystkie ulice dawnego miasteczka Mokotów miały status ulic prywatnych. 
W latach 1924−1925 na rogu ulic Narbutta i Wiśniowej powstał zespół biurowo-produkcyjny Polskiego Towarzystwa Radiotechnicznego. 1 lutego 1925 w budynku pod numerem 29 przedsiębiorstwo uruchomiło pierwszą w Polsce radiową stację nadawczą.
W okresie międzywojennym przy ulicy wybudowano wille oraz domy należące do spółdzielni mieszkaniowych, m.in. w latach 1928−1931 powstało osiedle „Szare Domy”, którego inwestorem była Spółdzielnia Budowlano-Mieszkaniowa Urzędników Ministerstwa Spraw Wewnętrznych. W latach 20. przy ulicy wzniesiono również dwa duże budynki szkolne: ok. 1925 roku na rogu ulic Narbutta i Kazimierzowskiej monumentalny gmach I Miejskiej Szkoły Rękodzielniczej Żeńskiej, a w latach 1925−1927 pod numerem 14 budynek publicznych szkół powszechnych nr 85 i 191. Pomiędzy ulicą Kazimierzowską i aleją Niepodległości, w miejscu planowanego rynku miasteczka Mokotów, powstał obudowany budynkami mieszkalnymi plac, na środku którego założono skwer (obecnie skwer Antoniego Słonimskiego).
Około 1933−1934  przy ul. św. A. Boboli 14 (późniejszy adres ulica Narbutta 86) wzniesiono gmach dydaktyczny i halę warsztatową Państwowej Wyższej Szkoły Inżynierskiej im. Hipolita Wawelberga i Stanisława Rotwanda (obecnie Gmach Stary Technologiczny Politechniki Warszawskiej). W 1938 roku na sąsiedniej działce rozpoczęto budowę gmachu Liceum Lotniczo-Samochodowego (nr 84), ale do wybuchu II wojny światowej ukończono tylko część budynku.
W 1938 roku ulica została wyasfaltowana.
Wschodni odcinek ulicy był terenem walk w czasie powstania warszawskiego. W godzinę „W” 1 sierpnia 1944 roku trzy kompanie batalionu „Bałtyk” ze zgrupowania Pułku „Baszta” zaatakowały gmach Szkoły Rękodzielniczej, w której stacjonował batalion SS liczący ok. 300−400 żołnierzy. Na skutek dużej przewagi przeciwnika polskie natarcie załamało się. Drugi atak na budynek, również zakończony niepowodzeniem, miał miejsce w nocy z 13 na 14 sierpnia 1944 roku. 14 sierpnia 1944 roku powstańcy bohatersko bronili reduty zorganizowanej w dwóch oficynach budynku nr 27a (tzw. drugi Alkazar).
W czasie II wojny światowej zabudowa ulicy została zniszczona w ok. 50 procentach.
Po 1945 roku przy końcowym odcinku ulicy powstały dwa nowe obiekty Politechniki Warszawskiej: Gmach Nowy Technologiczny i Gmach Mechaniki Precyzyjnej (obecnie Gmach Mechatroniki). W latach 1948−1950 uczelnia dokończyła również budowę dawnego gmachu Liceum Lotniczo-Samochodowego (obecnie Gmach Samochodów i Maszyn Roboczych). W 1949 roku oddano do użytku wzniesiony na skwerze budynek kina Stolica (obecnie kino Iluzjon).

## Ważniejsze obiekty
- Szkoła Podstawowa nr 85 im. Benito Juareza
- Kamienica Mieczysława Broniewskiego
- Willa Pawła Mackiewicza
- Kino Iluzjon
- LXVIII Liceum Ogólnokształcące im. Tytusa Chałubińskiego
- Kamienica Horochów
- Osiedle „Szare Domy”
- Politechnika Warszawska (Gmach Samochodów i Maszyn Roboczych, Gmach Nowy Technologiczny, Gmach Stary Technologiczny i Gmach Mechatroniki)[27]